# John Francis Murphy
Pour les articles homonymes, voir Murphy et John Murphy.
John Francis Murphy, né le 11 décembre 1853 à Oswego dans l'état de New York et mort le 30 janvier 1921 à New York dans le même état aux États-Unis, est un peintre tonaliste et impressionniste américain, spécialisé dans la peinture de paysage dans le style de l'American Barbizon School.

## Biographie
John Francis Murphy naît à Oswego dans l'état de New York en 1853. Il commence à travailler comme apprenti dans une imprimerie de la ville avant de s'installer à l'âge dix-sept ans à Chicago ou il devient peintre d'enseignes. Sur place, il commence à peindre en autodidacte des paysages de la région et séjourne à Orange dans le New Jersey.
En 1875, il ouvre un studio à New York. En 1876, il séjourne durant l'été à Saratoga chez Frank Leslie, le propriétaire du périodique Frank Leslie's Illustrated Newspaper. L'année suivante, il expose pour la première fois à l'académie américaine des beaux-arts. En 1878, il devient membre du Salmagundi Club. En 1884, il déménage son studio à l'hôtel Chelsea, lieu de résidence artistique en vogue à l'époque. L'année suivante, il est classé deuxième du prix Hallgarten (en) qui récompense la meilleure œuvre d'un peintre de moins de trente-cinq ans ayant exposé à l'académie au cours de l'année écoulée. Il passe ensuite six mois en Europe, visitant notamment les villes de Londres, Paris et Amsterdam. En 1887, il est élu à l'académie américaine des beaux-arts. La même année, après plusieurs séjours dans la région, il installe un second studio dans le hameau d'Arkville (en) dans les montagnes Catskill.
Il devient connu pour ses paysages ruraux et désertiques dans le style de l'American Barbizon School. En 1893, il remporte une médaille lors de l'exposition universelle de Chicago. En 1901, il obtient une médaille d'argent lors de l'exposition Pan-américaine de Buffalo. En 1902, il gagne une médaille d'or lors de la South Carolina Inter-State and West Indian Exposition (en). En 1910, il reçoit la médaille Inness de la part de l'académie américaine des beaux-arts. En 1915, il est récompensé d'une médaille d'argent lors de l'exposition universelle de San Francisco.
Membre de la Society of American Artists (en) et de l'American Watercolor Society, il décède à New York en 1921 à l'age de 67 ans.
Ces œuvres sont notamment visibles ou conservées au Brooklyn Museum et au Metropolitan Museum of Art de New York, au Smithsonian American Art Museum de Washington, à l'Hudson River Museum (en) de Yonkers, à l'Huntington Museum of Art d'Huntington, au Detroit Institute of Arts de Détroit, à la Addison Gallery of American Art (en) d'Andover, au Portland Art Museum de Portland, au musée d'Art d'Indianapolis, au Lauren Rogers Museum of Art (en) de Laurel, au musée d'Art du comté de Los Angeles, au Cincinnati Art Museum de Cincinnati, au Cahoon Museum of American Art (en) de Barnstable, au Newark Museum de Newark, au Springville Museum of Art (en) de Springville, au Mattatuck Museum (en) de Waterbury, au musée des Beaux-Arts de Boston, au Westmoreland Museum of American Art (en) de Greensburg, à l'Art Institute of Chicago de Chicago, à l'Akron Art Museum d'Akron, au Georgia Museum of Art (en) d'Athens, à la Yale University Art Gallery de New Haven, au National Cowboy & Western Heritage Museum d'Oklahoma City, à la Brigham Young University Museum of Art (en) de Provo et au North Carolina Museum of Art de Raleigh.

## Œuvres

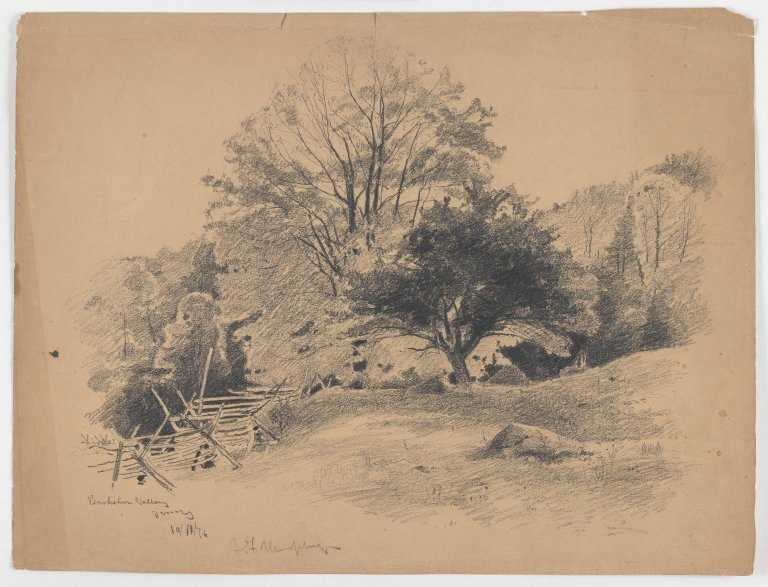
Berkshire Valley Jersey, vers 1876, Brooklyn Museum
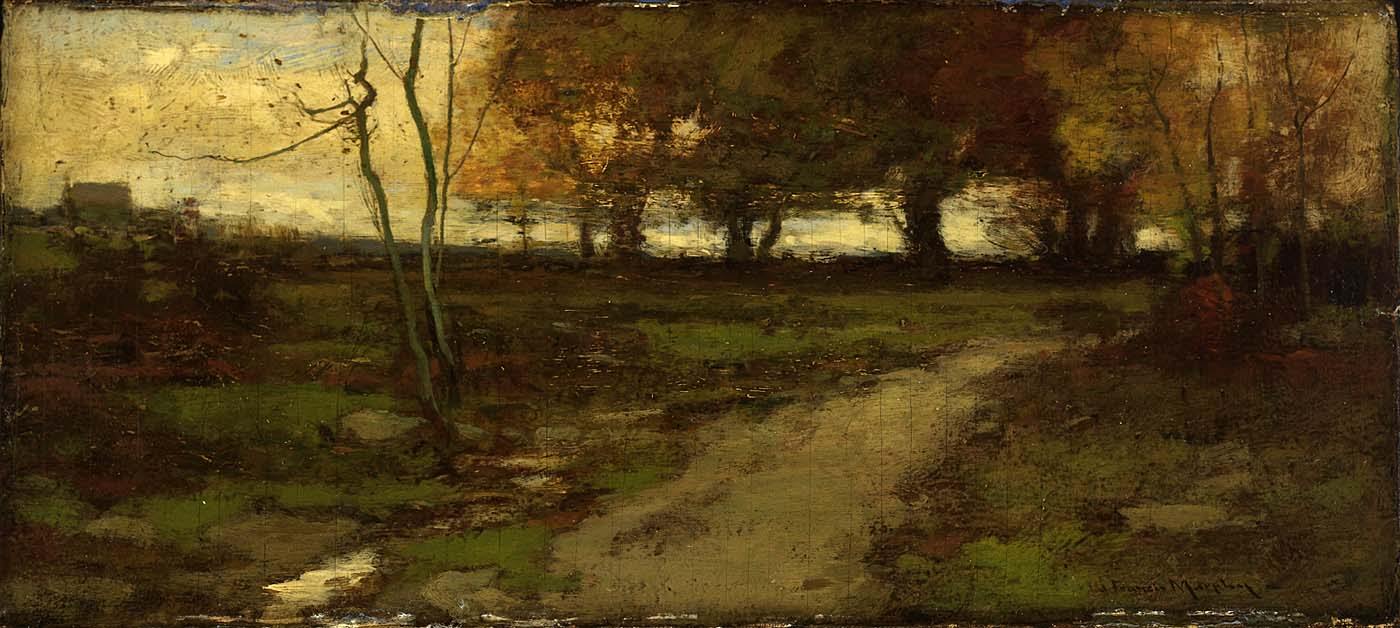
Landscape, entre 1880 et 1890, Smithsonian American Art Museum
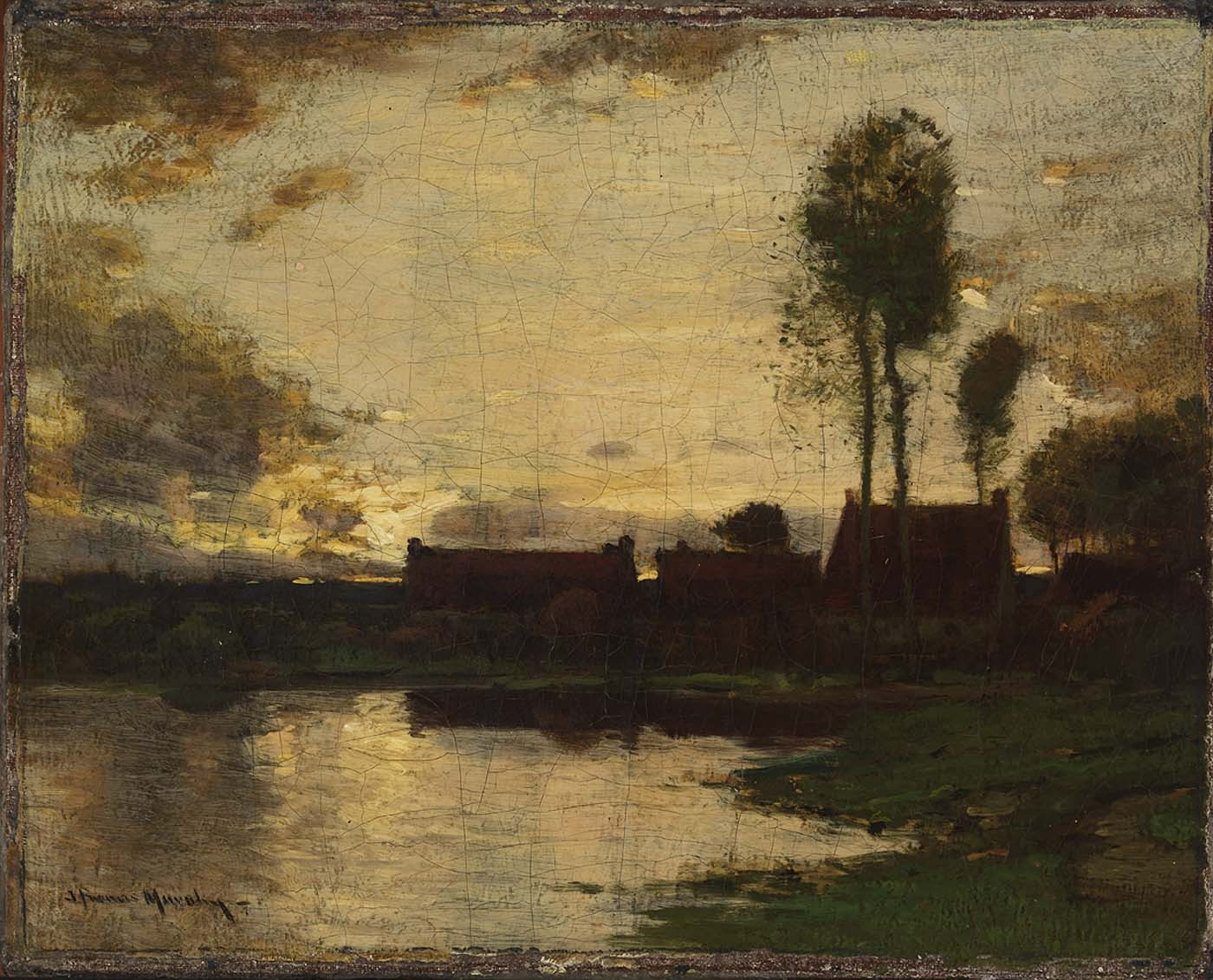
Landscape, entre 1880 et 1890, Smithsonian American Art Museum
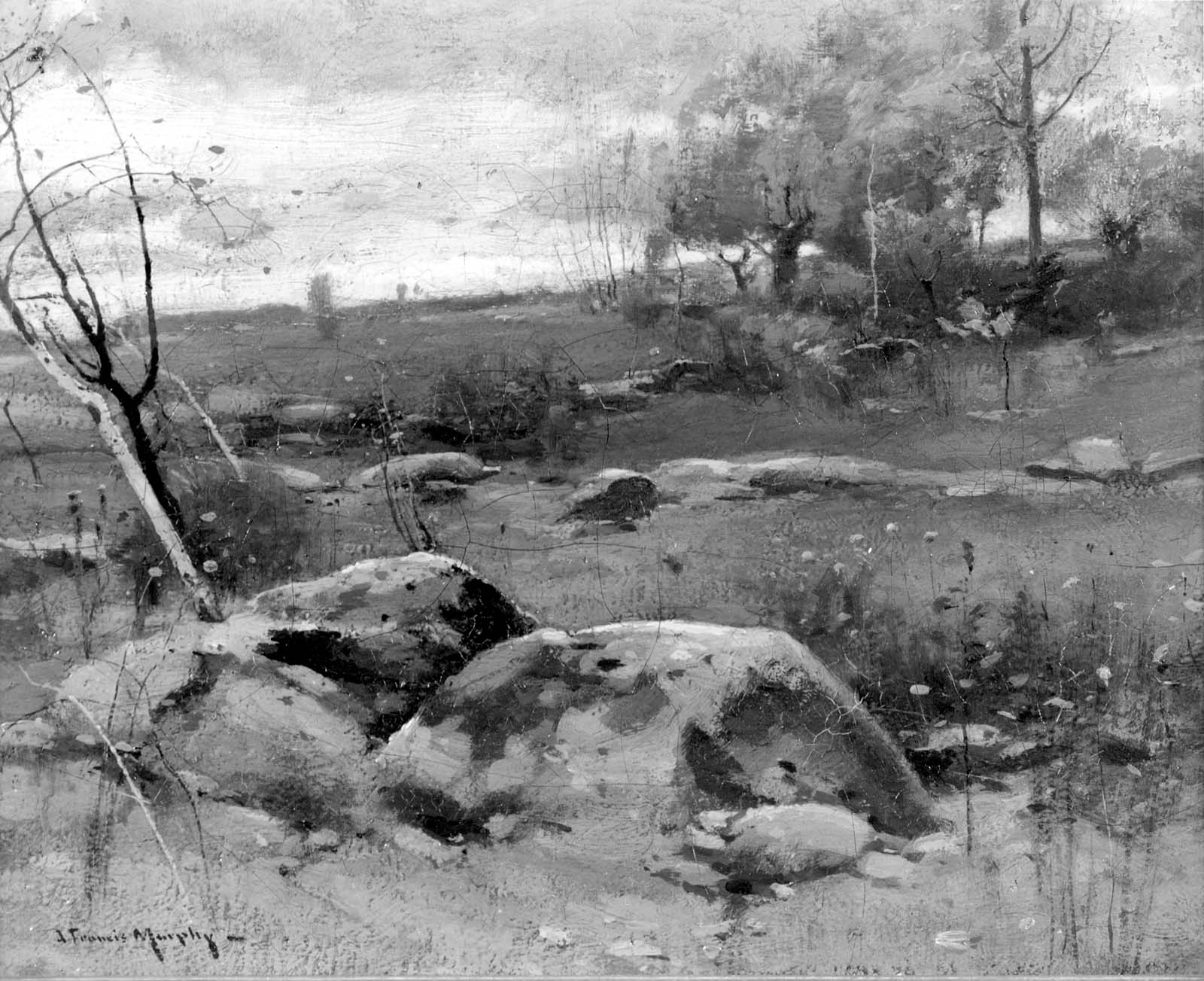
Rocky Fields, 1886, musée des Beaux-Arts de Boston
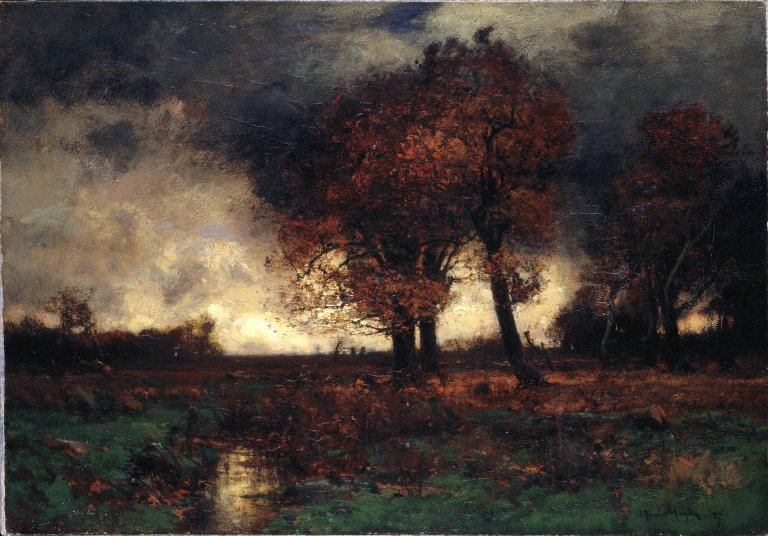
A Stormy Day, vers 1887, Brooklyn Museum
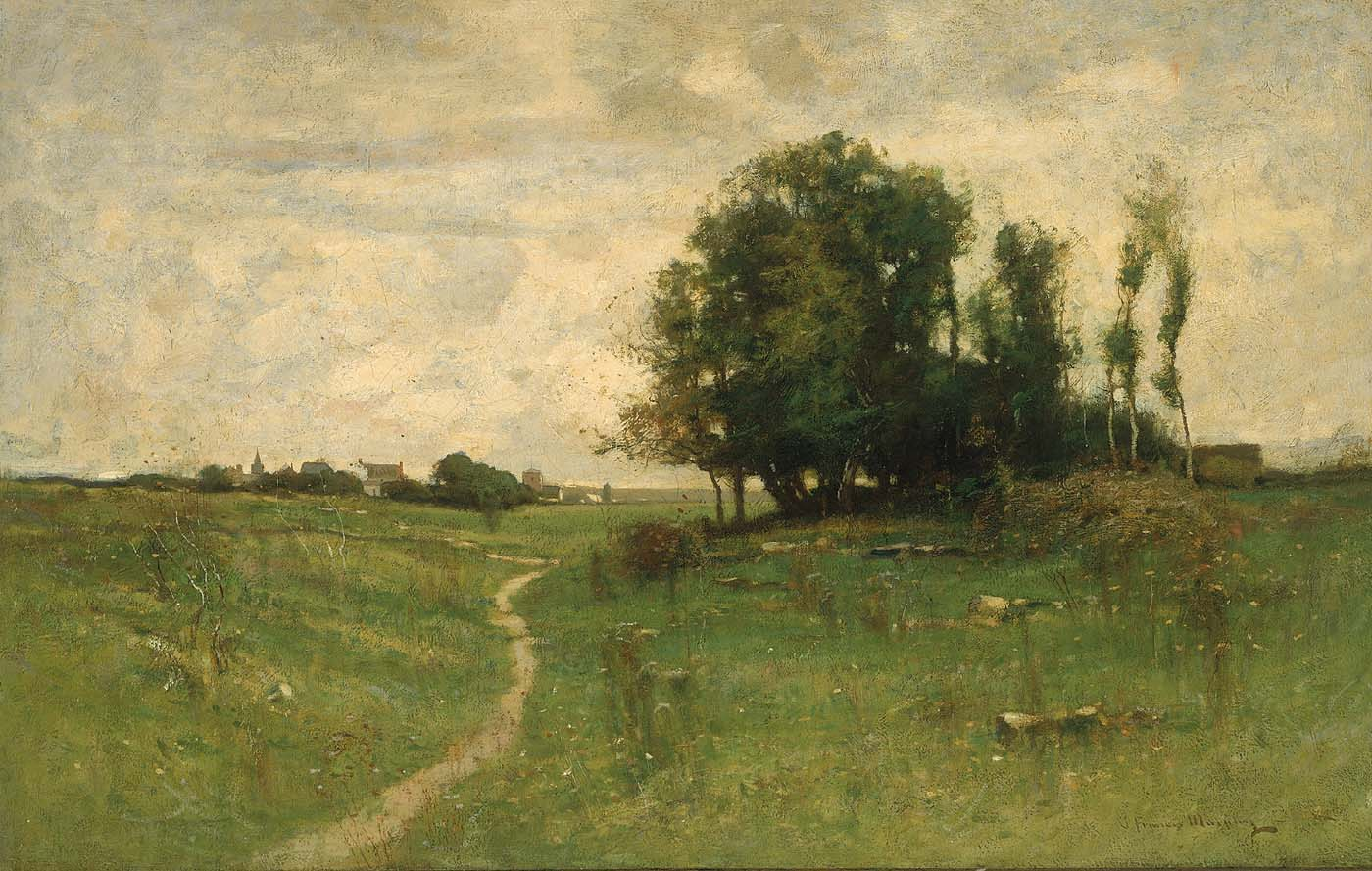
The Path of the Village, 1882, Smithsonian American Art Museum
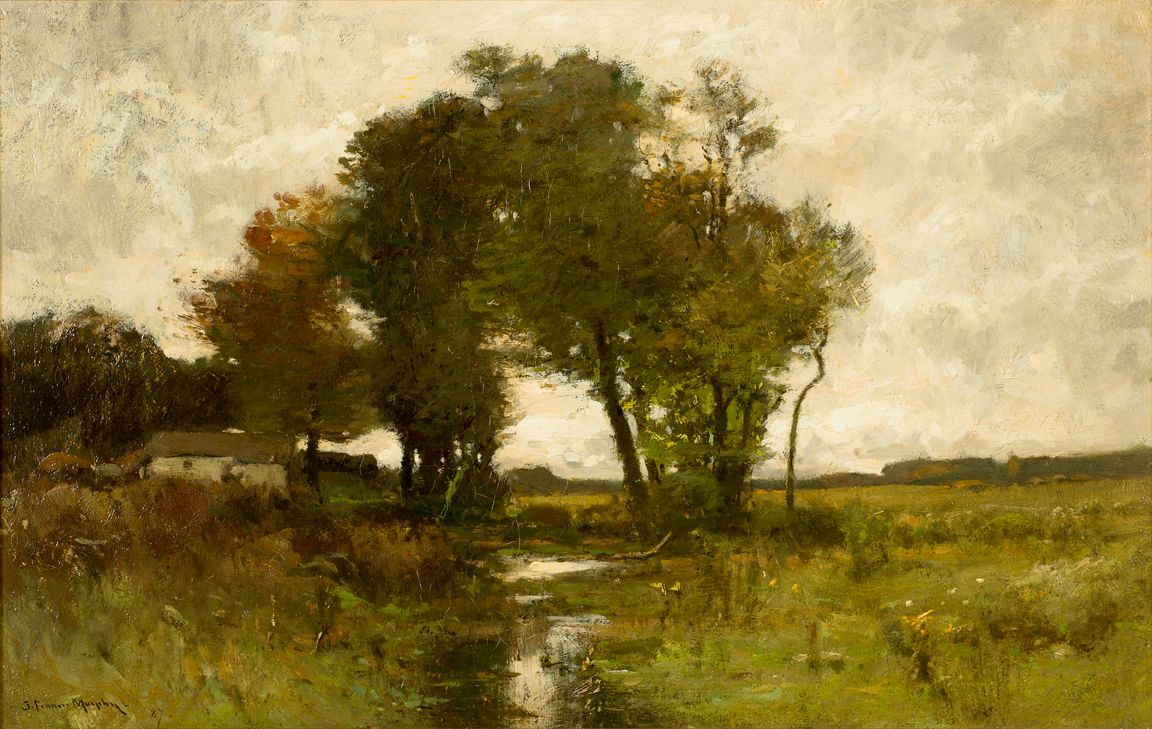
September Noon, 1887
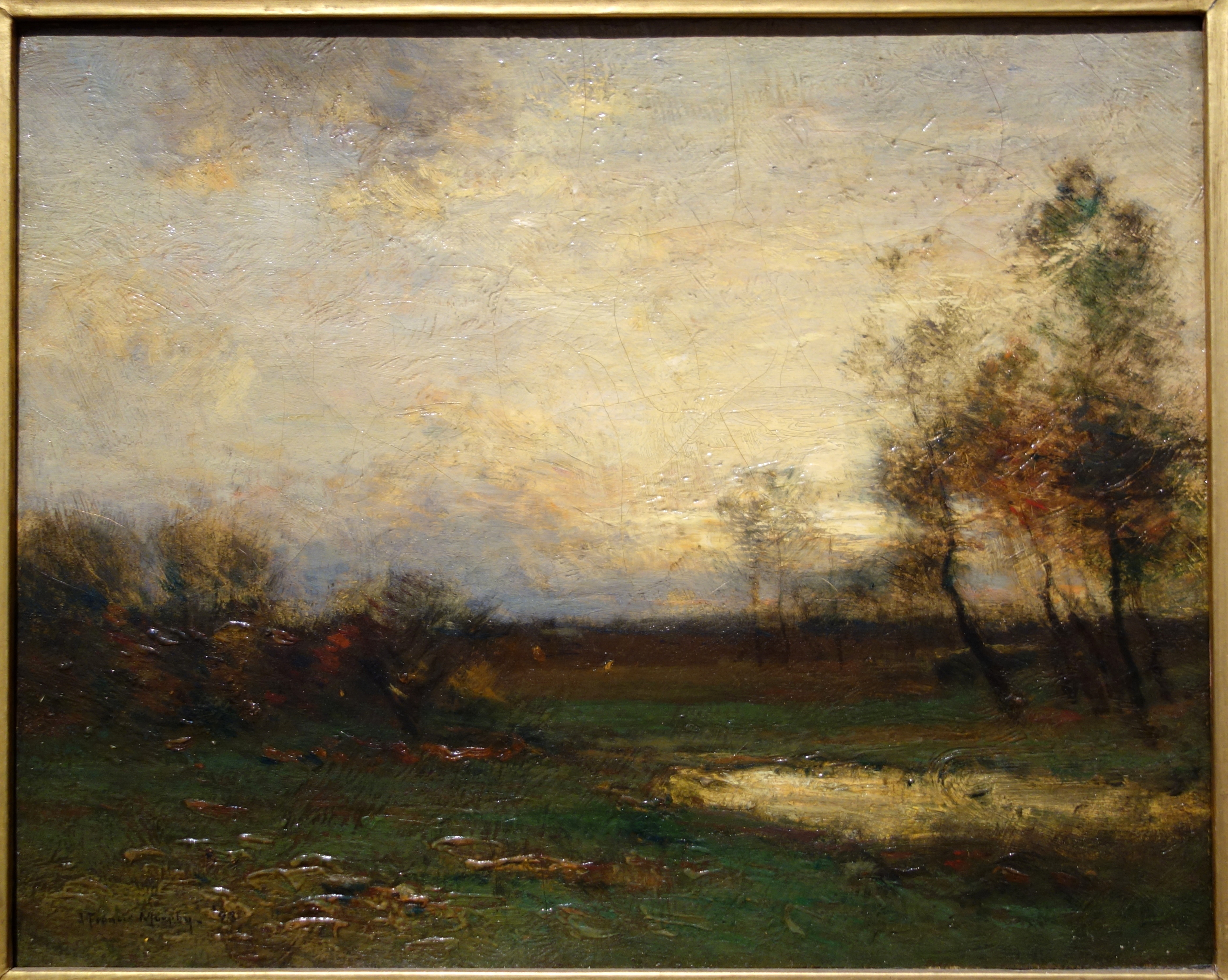
Autumn, 1893, Huntington Museum of Art
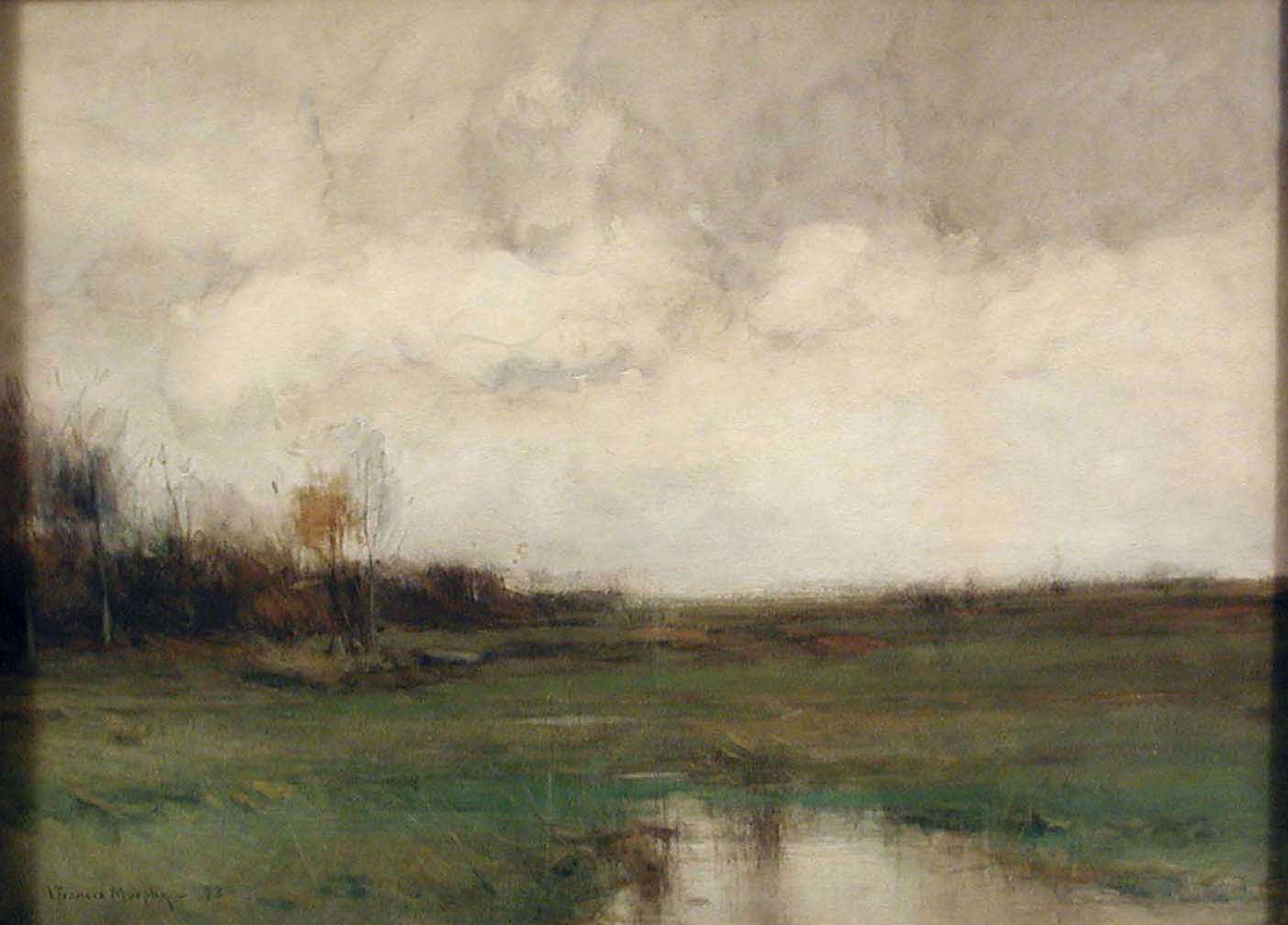
Under Gray Skies, 1893, musée d'Art d'Indianapolis
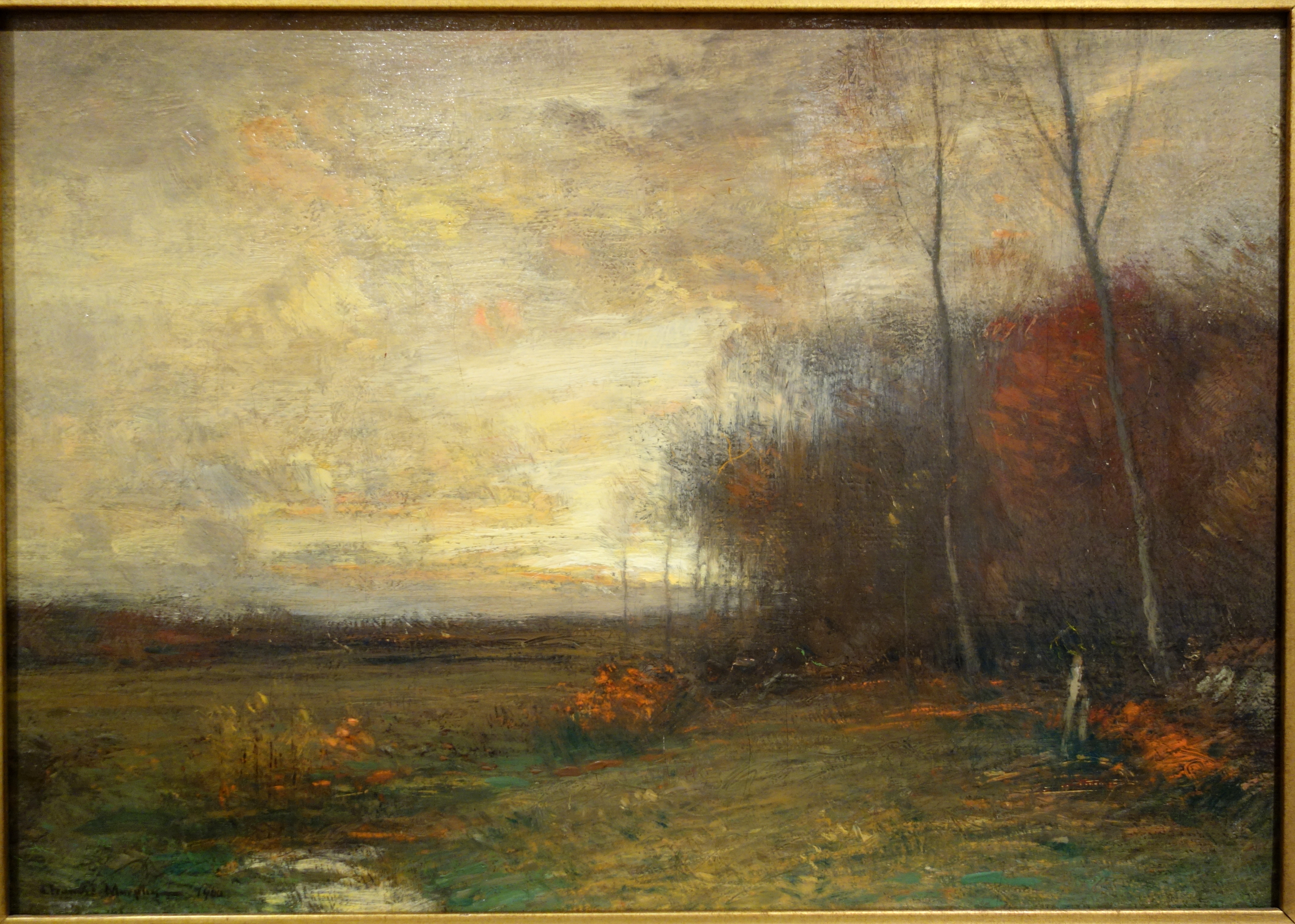
Autumn, 1900, Huntington Museum of Art
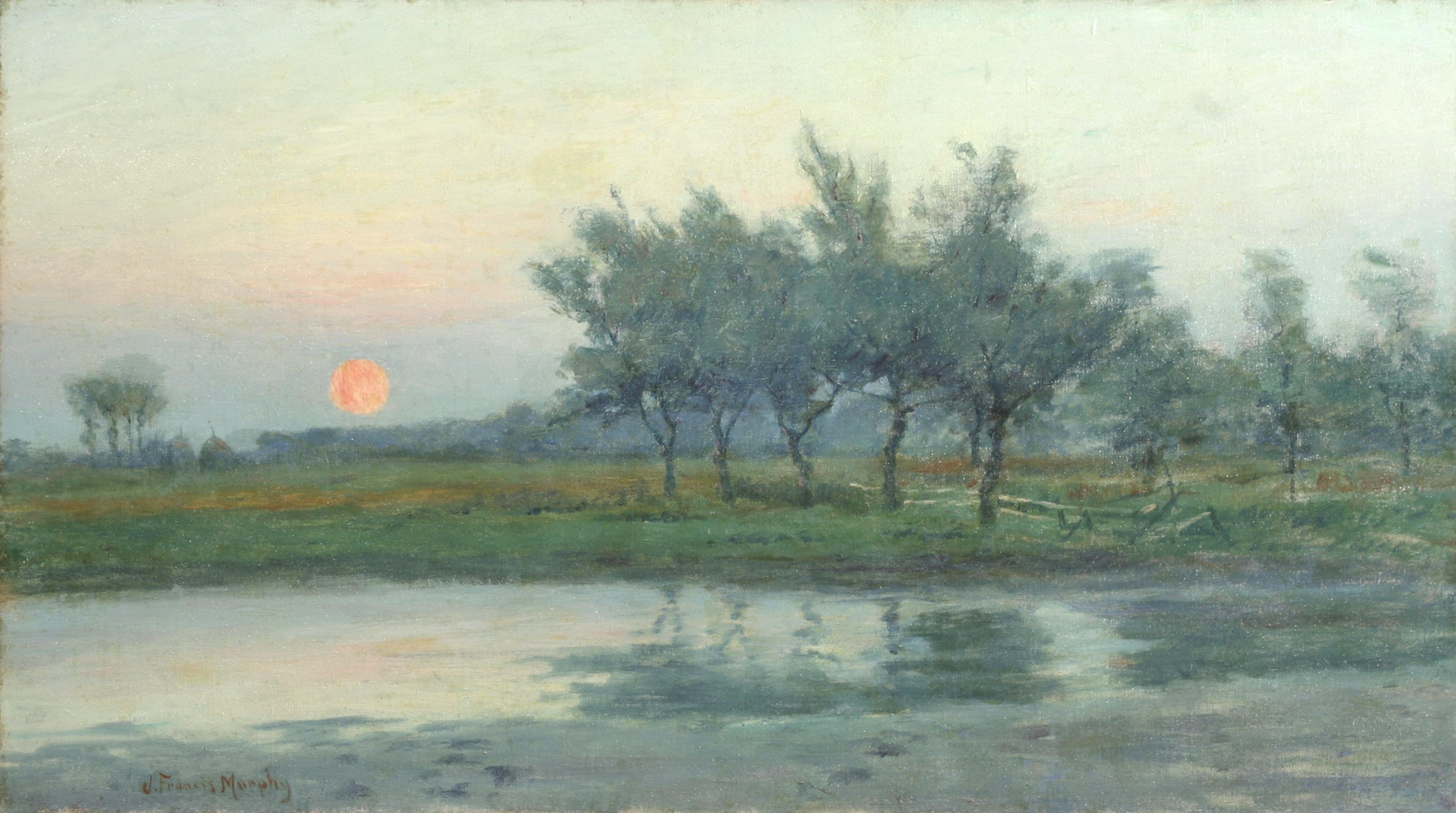
Sunlight (Setting Sun), 1900, Brigham Young University Museum of Art (en)
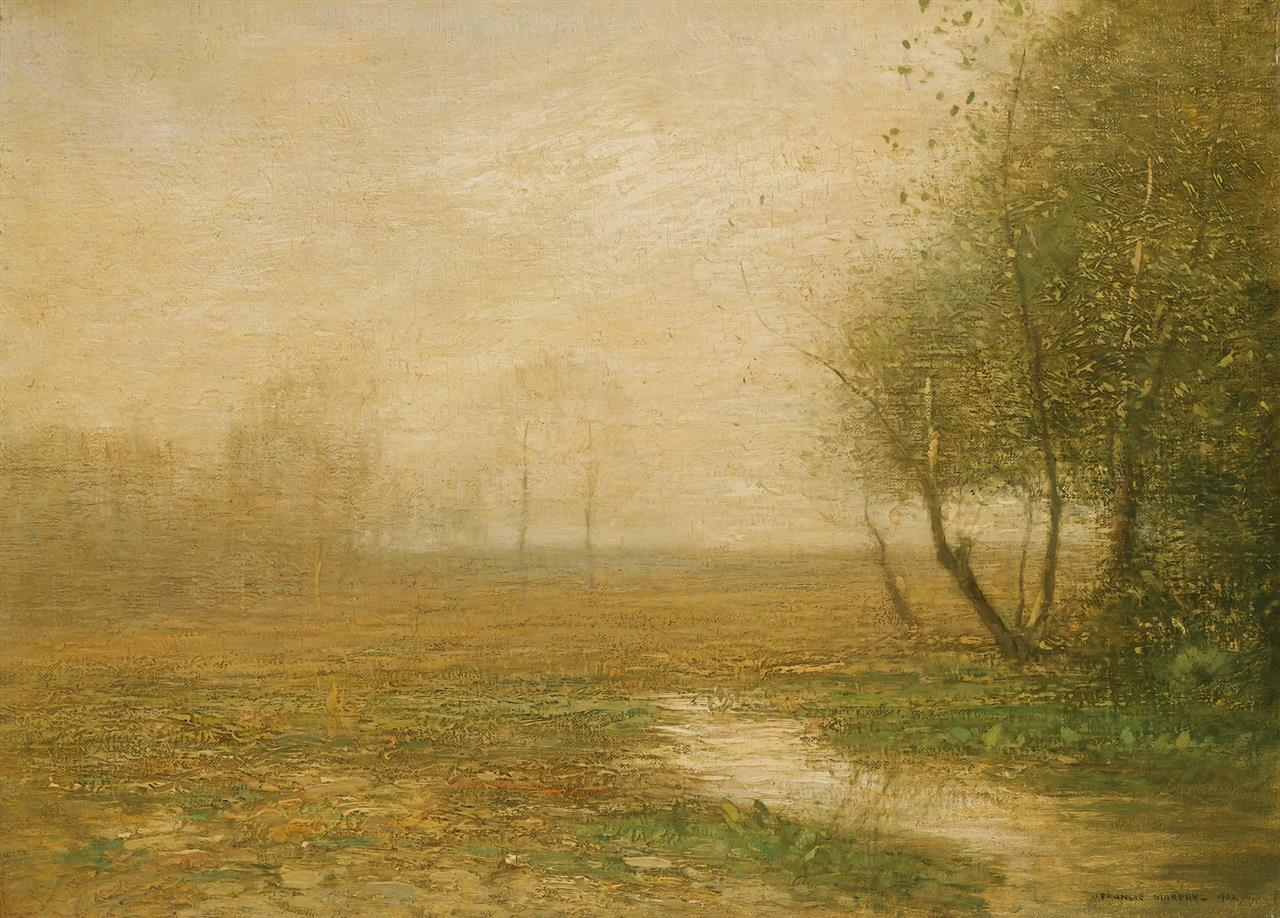
Landscape with Stream, 1902
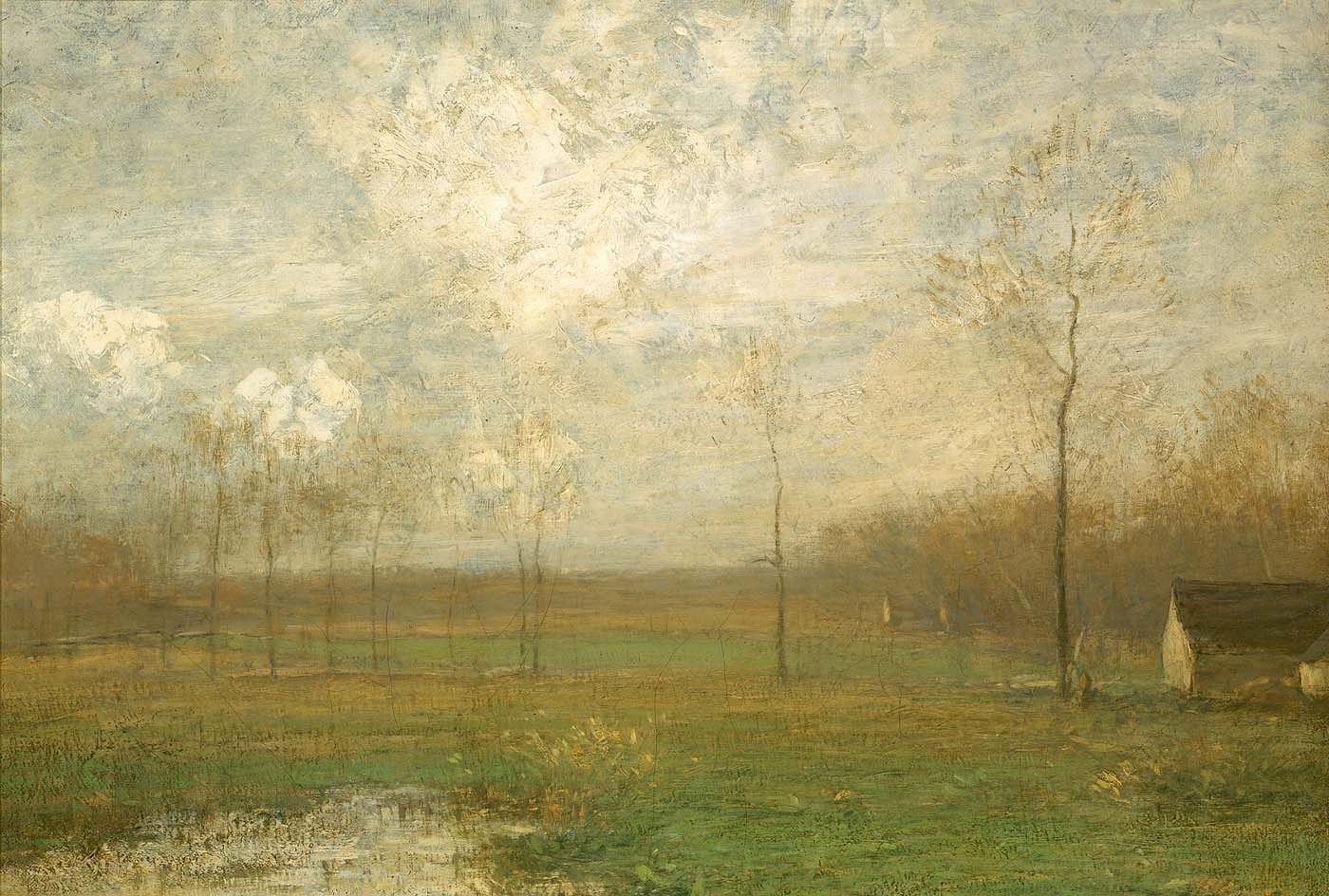
Indian Summer, 1903, Smithsonian American Art Museum
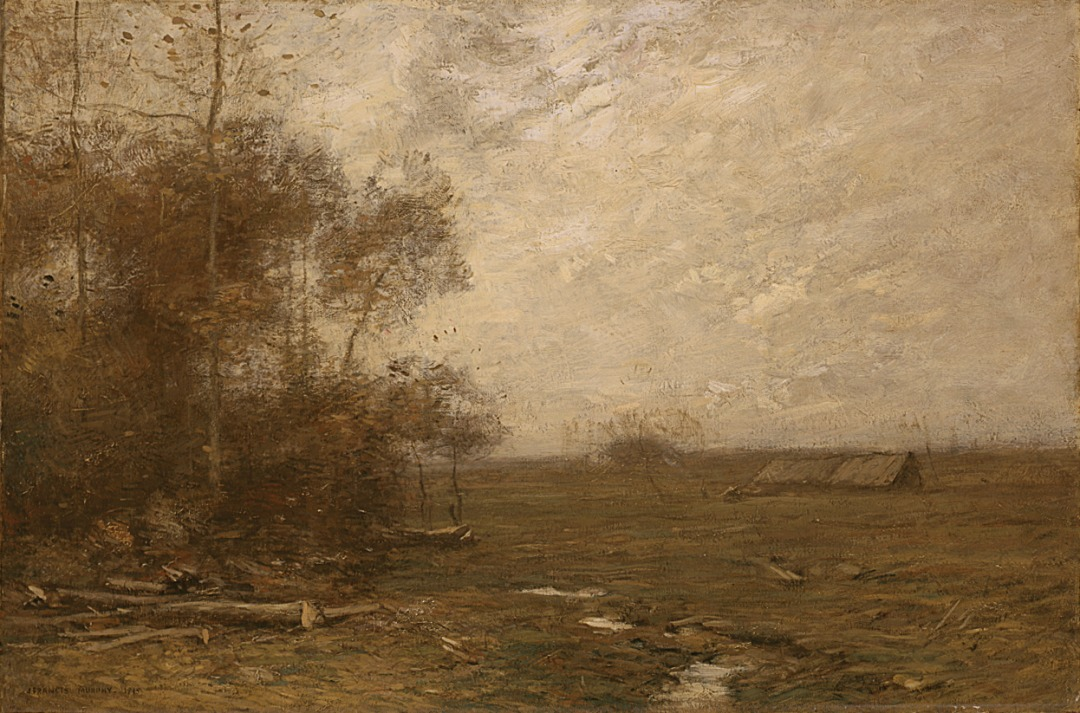
The Russet Season, 1915, musée d'Art du comté de Los Angeles
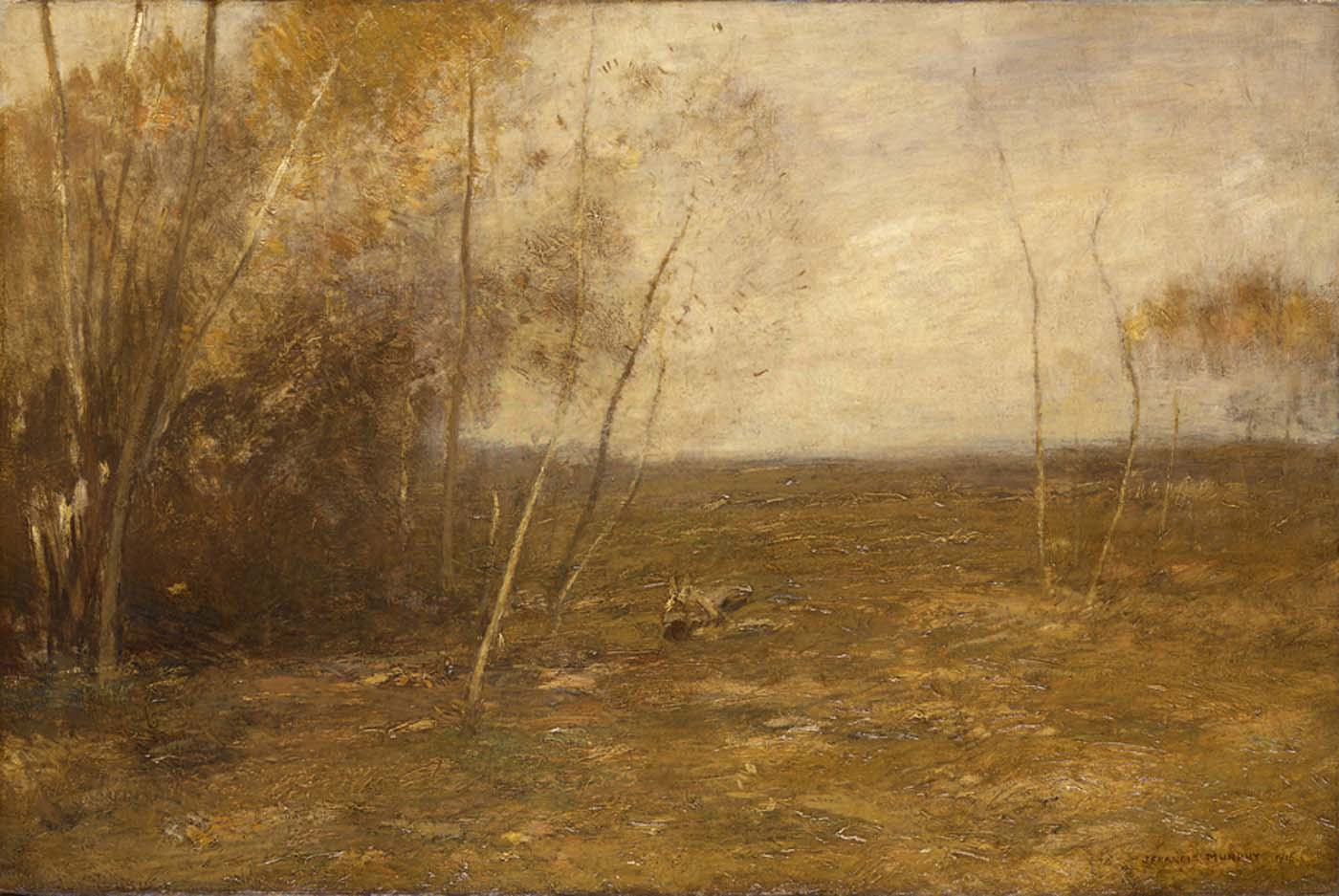
The Sprout Lot, 1915, Smithsonian American Art Museum
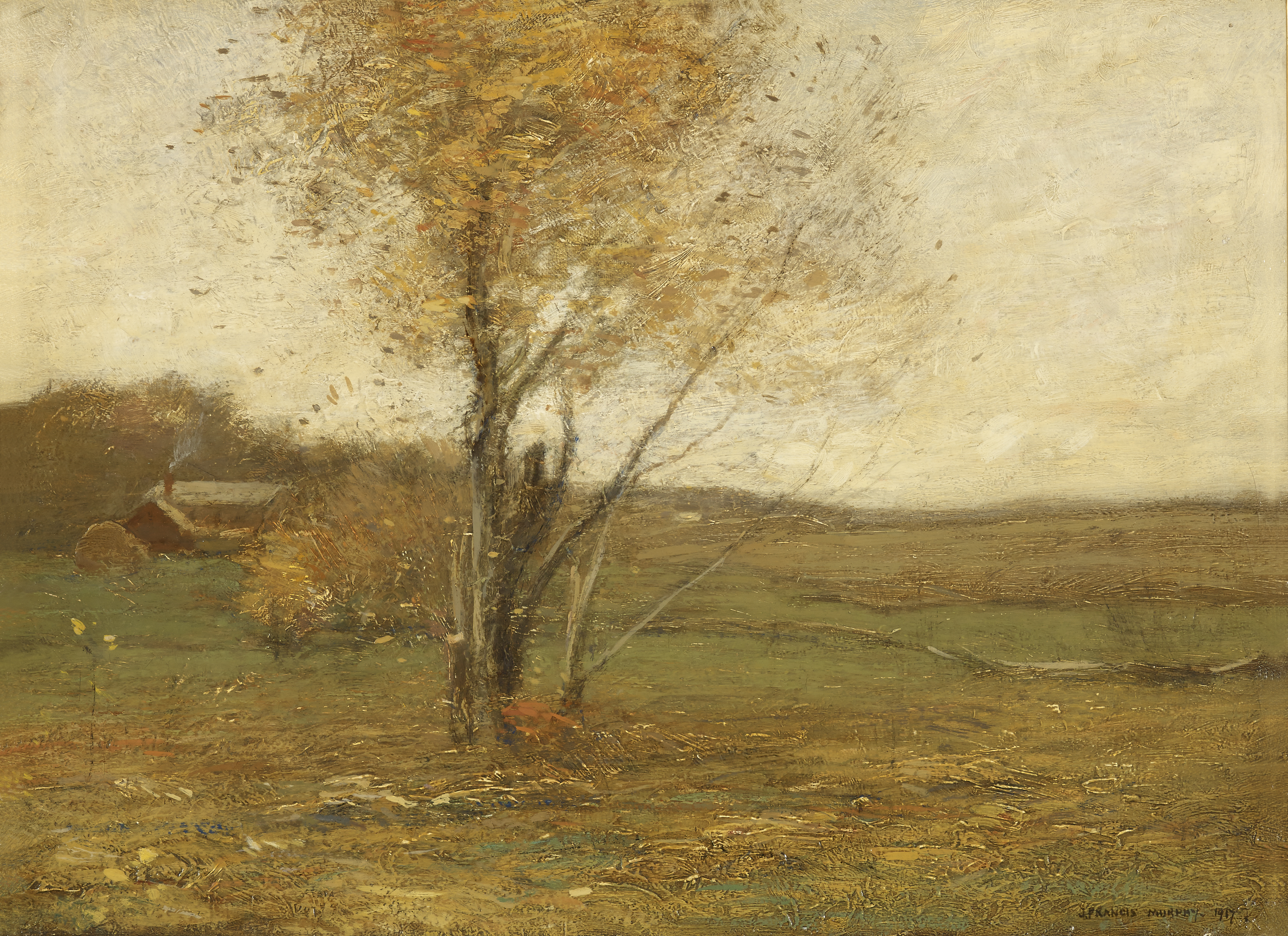
Early Autumn, 1917, musée d'Art d'Indianapolis
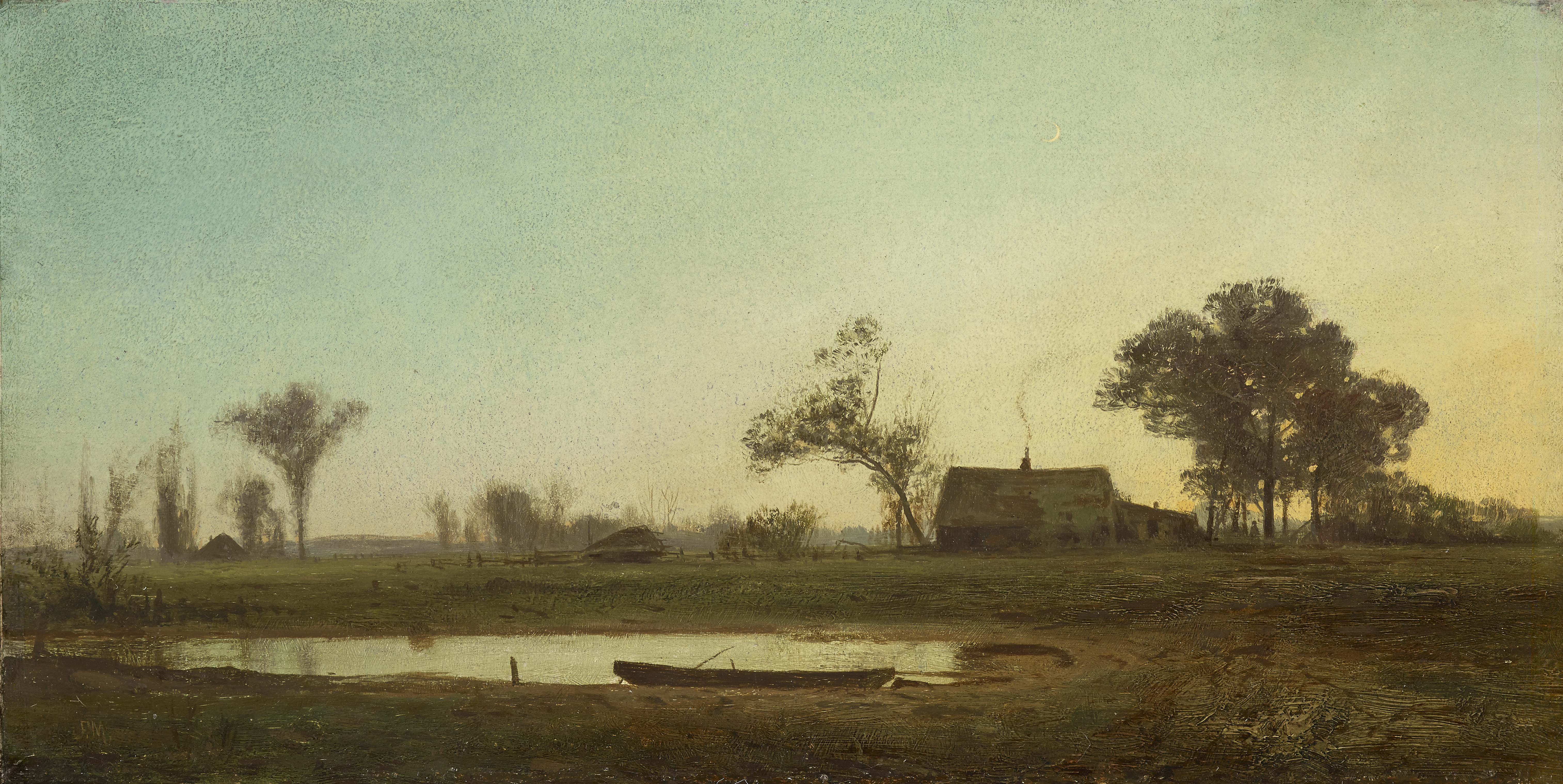
Landscape, sans date, musée d'Art d'Indianapolis